# Sundini (gmina)
Sundini (far. Sunda kommuna) – gmina na Wyspach Owczych, terytorium zależnym Danii, położonym na Oceanie Atlantyckim. Graniczy z takimi jednostkami administracyjnymi, jak: Eiði, Kvívík, Runavík, Sjóv oraz Vestmanna. Siedzibą jej władz jest Oyrarbakki.
Gmina położona jest po dwóch stronach cieśniny Sundini. Zajmuje północno-wschodnią część wyspy Streymoy, a także trzy mniejsze, rozproszone obszary na Eysturoy - w północnej części wyspy, na wybrzeżu północno-zachodnim oraz w centralnej części wybrzeża zachodniego. Do roku 2005 w skład gminy wchodziły tylko te ostatnie tereny. Zajmuje powierzchnię 157,5 km², co czyni ją drugą pod względem wielkości gminą na Wyspach Owczych.
Według danych na 1 stycznia 2014 roku liczba mieszkańców gminy wynosi 1 645 osób.

## Historia
W 1872 roku powstały: Eysturoyar Prestagjalds kommuna oraz Norðstreymoyar Prestagjalds kommuna, zajmujące tereny obecnej gminy Sundini. Z pierwszej z nich w 1894 roku wydzielono gminę Eiði, w której skład weszły także tereny późniejszej Sunda kommuna. W 1944 roku ostatecznie oddzielono Sunda kommuna od Eiðis kommuna, wówczas jednak w skład tej pierwszej wchodziły jedynie trzy miejscowości: Norðskáli, Oyri oraz Oyrarbakki. Wówczas zajmowała ona 20 km². Do powiększenia tego terytorium doszło 1 stycznia 2005 roku, kiedy w życie weszło postanowienie Løgting, farerskiego parlamentu o redukcji liczby gmin na Wyspach Owczych. W skład gminy Sundini weszły wówczas terytoria pięciu innych jednostek administracyjnych: Gjáar, Haldarsvíkar Hósvíkar, Hvalvíkar oraz Saksunar kommuna.

## Populacja
Gminę zamieszkuje obecnie 1 645 osób. Wskaźnik feminizacji wynosi tam niewiele ponad 85 (na 756 kobiet przypada 889 mężczyzn). Jest to społeczeństwo stosunkowo młode, ponad 30% populacji stanowią osoby poniżej dwudziestego roku życia, podczas gdy osoby starsze niż lat 60, ok. 20,5%. Największą grupą, licząc w przedziałach dziesięcioletnich, są osoby w wieku 10-19 lat (15,56%), jednak znaczącymi są także dwie inne: osoby w wieku 0-9 lat (14,83%) oraz 30-39 lat (14,04%).
Ogólnodostępne dane dotyczące populacji gminy Sundini gromadzone są od 1960 roku. Wówczas, na powierzchni ośmiokrotnie mniejszej niż obecnie, mieszkało 284 ludzi. Liczba ta zmniejszyła się do roku 1966 o dziesięć osób, jednak od tamtej pory zaczęła wzrastać (281 osób w 1970, 369 w 1977, 420 w 1983, 430 w 1985) do roku 1990, kiedy wyniosła 475 ludzi. W latach 90. na Wyspach Owczych panował kryzys gospodarczy, będący przyczyną emigracji wielu ludzi z archipelagu. Populacja gminy zmniejszyła się w 1995 roku do 440 osób. Następnie ponownie zaczęła rosnąć, osiągając w 2000 roku wartość 454. W 2005 roku po włączeniu terenów innych gminy liczba mieszkańców gminy wyniosła 1 558 i mimo krótkotrwałego wzrostu (1 655 osób w 2010 roku) obecnie maleje.

## Polityka
Burmistrzem gminy jest Heðin Zachariasen, wybrany z list Partii Ludowej. Prócz niego w radzie gminy zasiada dziesięć osób. Ostatnie wybory samorządowe na Wyspach Owczych miały miejsce w roku 2012, a ich wyniki w Sunda kommuna przedstawiały się następująco:
| Lista | Nazwa partii                   | Głosy | Procent | Mandaty | Mandaty |
| ----- | ------------------------------ | ----- | ------- | ------- | ------- |
| A     | Partia Ludowa (Fólkaflokkurin) | 926   | 100     | 11      | +7      |
|       | Suma                           | 932   | 100     | 11      | 0       |

| Lista A        | Lista A                     | Lista A        |
| Fólkaflokkurin | Fólkaflokkurin              | Fólkaflokkurin |
| Nr             | Kandydat                    | Głosy          |
| -------------- | --------------------------- | -------------- |
| 1.             | Ulla Joensen                | 70             |
| 2.             | Trygvi Kallsoy Joensen      | 60             |
| 3.             | Tordis Dahl                 | 57             |
| 4.             | Sonni Samuelsen             | 97             |
| 5.             | Sofus Debes Johannesen      | 51             |
| 6.             | Magnus Pauli Dahl-Olsen     | 55             |
| 7.             | Heðin S. Zachariasen        | 176            |
| 8.             | Hans Kristian A. Abrahamsen | 32             |
| 9.             | Hans Jákup Kolsslíð         | 29             |
| 10.            | Hans Dávid Dam              | 58             |
| 11.            | Eyðgerð Mørkøre Kruse       | 65             |
| 12.            | Elias Hammer                | 75             |
| 13.            | Danvør Zachariasen          | 46             |
| 14.            | Asbjørn J. Djurhuus         | 55             |
|                | Lista                       | 0              |

Frekwencja wyniosła 79,01% (na 1 172 uprawnionych do głosowania przystąpiło 932 osoby). Oddano sześć kart niewypełnionych i ani jednej wypełnionej niewłaściwie.

## Miejscowości wchodzące w skład gminy Sundini
| Miejscowość | Liczba mieszkańców (01.01.2014) | Krótki opis | Zdjęcie                                    |
| ----------- | ------------------------------- | --- | ------------------------------------------ |
| Gjógv       | 29                              | Znajduje się tam kościół z 1929, a także budynek szkoły datowany na 1884 rok. Jej nazwa oznacza szczelinę lub wąwóz i bierze ją od tego typu formy znajdującej się w miejscowości. Do 2005 roku była siedzibą odrębnej gminy. | Centrum Gjógv z lotu ptaka.                |
| Haldórsvík  | 172                             | Zwana czasem Haldórsvík. Kamienny kościół w tej miejscowości powstał w 1856 roku. Jest to jedyny oktagonalny kościół na Wyspach Owczych. Do roku 2005 miejscowość stanowiła siedzibę władz osobnej gminy. | Haldarsvík w maju 2002.                    |
| Hósvík      | 334                             | Znajduje się tam kościół z 1929. Do 2005 roku miejscowość była siedzibą władz osobnej gminy. | Hósvík.                                    |
| Hvalvík     | 229                             | Do 2005 roku miejscowość stanowiła centrum administracyjne osobnej gminy. W 1829 wzniesiono tam tradycyjny, farerski kościół drewniany, najstarszy tego typu budynek na Wyspach Owczych. Świątynię poprzedziło kilka wcześniejszych kościołów, budowanych przynajmniej od XVIII wieku. W kościele znajduje się ambona z 1609 roku, pochodząca ze starego kościoła w Tórshavn. Znajdują się na niej głębokie wyżłobienia, które miały powstać podczas ataku piratów na Tórshavn w 1677 roku. | Kościół w Hvalvík.                         |
| Langasandur | 40                              | Nazwa miejscowości oznacza z farerskiego Długa Plaża. |                                            |
| Nesvík      | 1                               | Znajduje się tam ewangelicki obóz oraz centrum konferencyjne zwane Leguhúsið í Nesvík. Przeprowadzono stamtąd most do Oyrarbakki, łączący wyspy Eysturoy i Streymoy, który zwany jest przez Farerów jedynym mostem na Atlantyku. | Leguhúsið í Nesvík.                        |
| Norðskáli   | 301                             | Między Norðskáli a Nesvík przeprowadzono most łączący wyspy Streymoy i Eysturoy, zwany przez Farerów jedynym mostem na Atlantyku. W miejscowości dominuje współczesna zabudowa mieszkalna. Tamtejszy kościół wybudowano w 1932 roku. | Norðskáli.                                 |
| Oyrarbakki  | 130                             | Znajduje się tam szkoła Felagsskulin a Oyrarbakka, do której uczęszczają uczniowie z okolicznych gmin. Brama wejściowa została wykonana z kości kaszalota. | Droga wjazdowa do miejscowości Oyrarbakki. |
| Oyri        | 135                             | Znajduje się tam fabryka zajmująca się przetwórstwem krewetek oraz małży od 1970 roku. | Oyri.                                      |
| Saksun      | 14                              | Miejscowość stanowiła siedzibę władz osobnej gminy do 2005 roku. Znajduje się tam stale używane gospodarstwo z XVI wieku, częściowo przekształcone w muzeum. Znajduje się tam także drewniany kościół zbudowany w 1858 roku. Kręcono w nim sceny ekranizacji jednej z najsłynniejszych farerskich powieści - Barbara Jørgena-Frantza Jacobsena. | Kościół w Saksun.                          |
| Streymnes   | 246                             | Nieopodal miejscowości, w miejscu zwanym Gjanoyri Norwegowie wybudowali stację wielorybniczą w 1893 roku. Istniała ona przez 34 lata. Miejscowość jest siedzibą jednego z ważniejszych klubów piłkarskich na Wyspach Owczych - EB/Streymur. |                                            |
| Tjørnuvík   | 59                              | Kościół w Tjørnuvík powstała w 1937 roku. W 1956 roku odkryto w miejscowości miejsce pochówku, dowodzące osadnictwa wikińskiego w tamtym regionie. Dwa razy w roku urządzana jest dla turystów wyprawa na Tjørnuvíksstakkur, gdzie wypasane tradycyjnie wypasane są owce, których mięso uznawane jest za najsmaczniejsze na całym archipelagu. | Zabudowania w Tjørnuvík.                   |